# Köthen
Köthen (pronunciación en alemán: /ˈkøːtn̩/ⓘ) es una ciudad alemana, capital del distrito de Anhalt-Bitterfeld en el estado federado de Sajonia-Anhalt. Hasta la reforma territorial de 2007, era la capital del distrito de Köthen.
En 2020 tenía una población de 25 244 habitantes.
Se ubica unos 15 km al suroeste de Dessau-Roßlau, sobre la carretera 185 que lleva a Bernburg.

## Geografía
La ciudad de Köthen se ubica al sur de Magdeburgo, al norte de Halle (Sajonia-Anhalt), al este de Dessau y al oeste de Bernburg. Al norte del distrito de Köthen comienza la reserva biosférica del río Elba ("Biosphärenreservat Flusslandschaft Mittlere Elbe".

### Composición de la ciudad
- Köthen (Centro)
- Arensdorf
- Baasdorf
- Dohndorf
- Gahrendorf
- Hohsdorf
- Löbnitz an der Linde
- Merzien
- Wülknitz
- Zehringen

## Historia
Se tiene noticia escrita de la ciudad de Köthen en el año 1115. En 1280 se termina la construcción de la muralla que rodea la ciudad y hasta finales del siglo XII tiene su propio sistema de medidas y monedas. En 1400 se empieza a edificar la iglesia de San Jacobo. 
En el año 1716 comienzan las visitas a la ciudad de Johann Sebastian Bach como Hofkapellmeister debido a una invitación que le hizo el príncipe Leopoldo. Durante su permanencia en la ciudad compuso sus mejores obras, algunas de las más conocidas son los Conciertos de Brandeburgo, así como la primera parte de El clave bien temperado.
El 1 de septiembre de 1840 se estableció el primer enlace ferroviario desde Berlín-Anhalt (Berlin-Anhaltischen Eisenbahn) hasta Dessau; y el 10 de septiembre de 1841 se concluyó el tramo hasta la estación de Berlín (Bahnhof in Berlin), con lo cual Köthen se convirtió en uno de los primeros nudos ferroviarios de Alemania.

## Especialidades culinarias
- Köthener Schusterpfanne, consistente en un asado de carne de cerdo, acompañado de patatas al horno y peras.

## Ciudades hermanadas

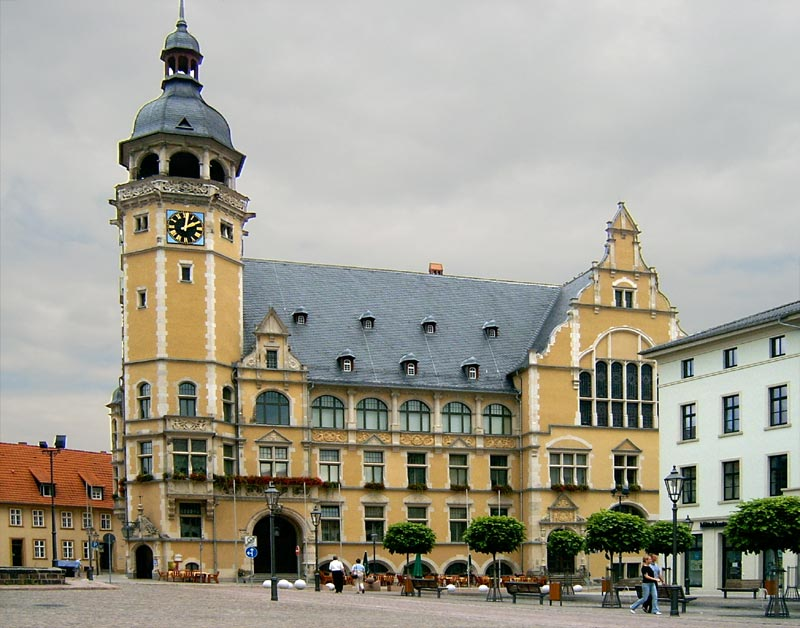
Ayuntamiento de la ciudad.

Las ciudades hermanadas con Köthen son:
- Francia - Wattrelos
- Polonia - Siemianowice Slaskie

Otras ciudades enlazadas administrativamente con Köthen:
- Langenfeld (Rheinland), Renania del Norte-Westfalia - Alemania
- Lüneburg , Baja Sajonia - Alemania

## Personalidades de Köthen

### Hijos e hijas de la ciudad
- Carl Friedrich Abel, compositor

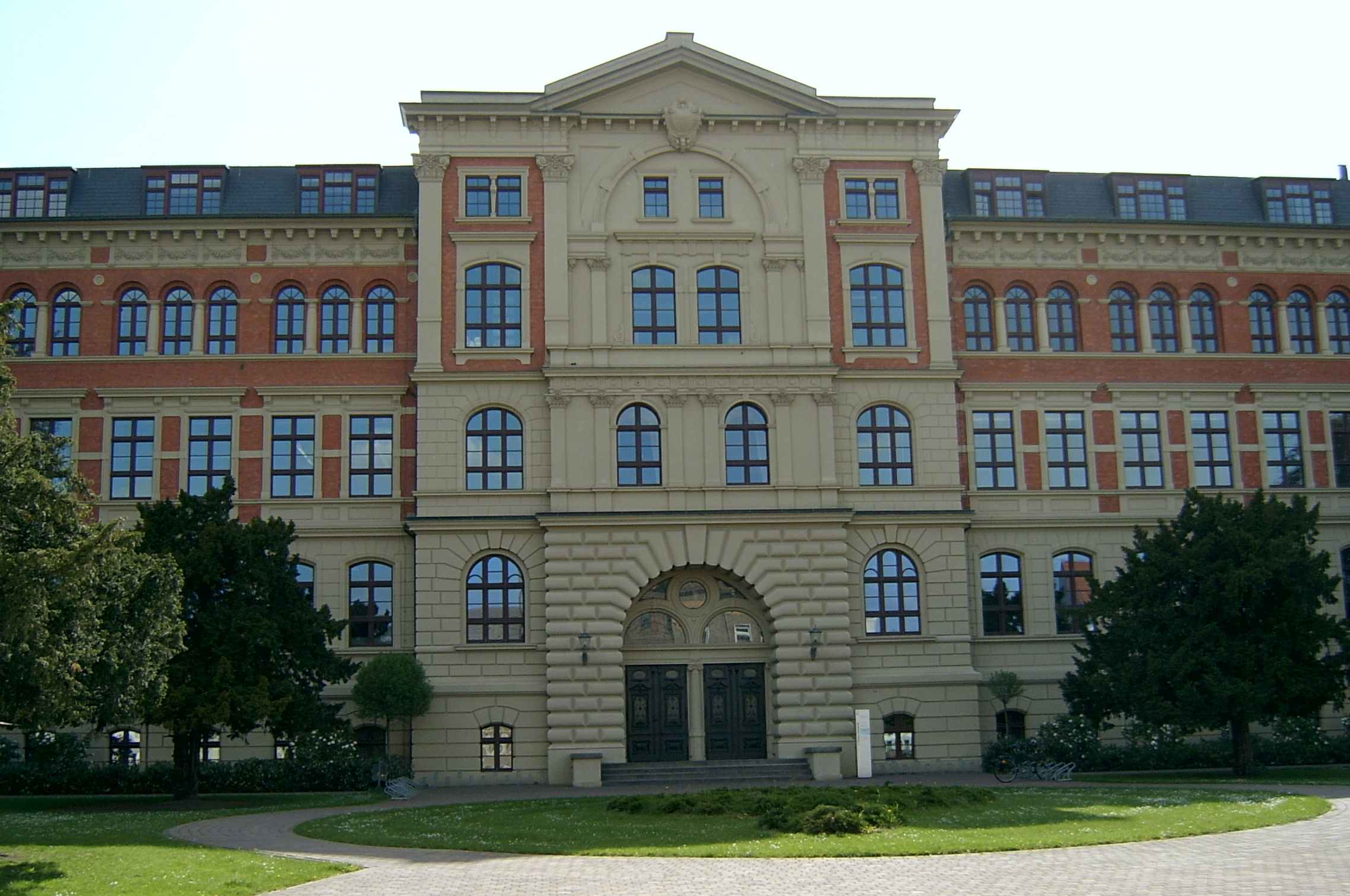
Edificio principal de la Escuela Superior de Anhalt

- Heinrich de Anhalt-Köthen, Duque de Anhalt-Köthen
- Georg Krause, fundador del "Chemiker-Zeitung"
- Leopoldo de Anhalt-Köthen, Príncipe de Anhalt-Köthen
- Nora Leschkowitz, actriz
- Michael Naumann, periodista y editor
- Johann Heinrich Schmucker, teólogo alemán
- Leberecht Uhlich, teólogo alemán
- Wolfgang de Anhalt-Köthen, Príncipe de Anhalt-Köthen, reformador
- Johann Friedrich Schweitzer, alquimista apodado "Helvetius".

### Otras personalidades unidas a la ciudad

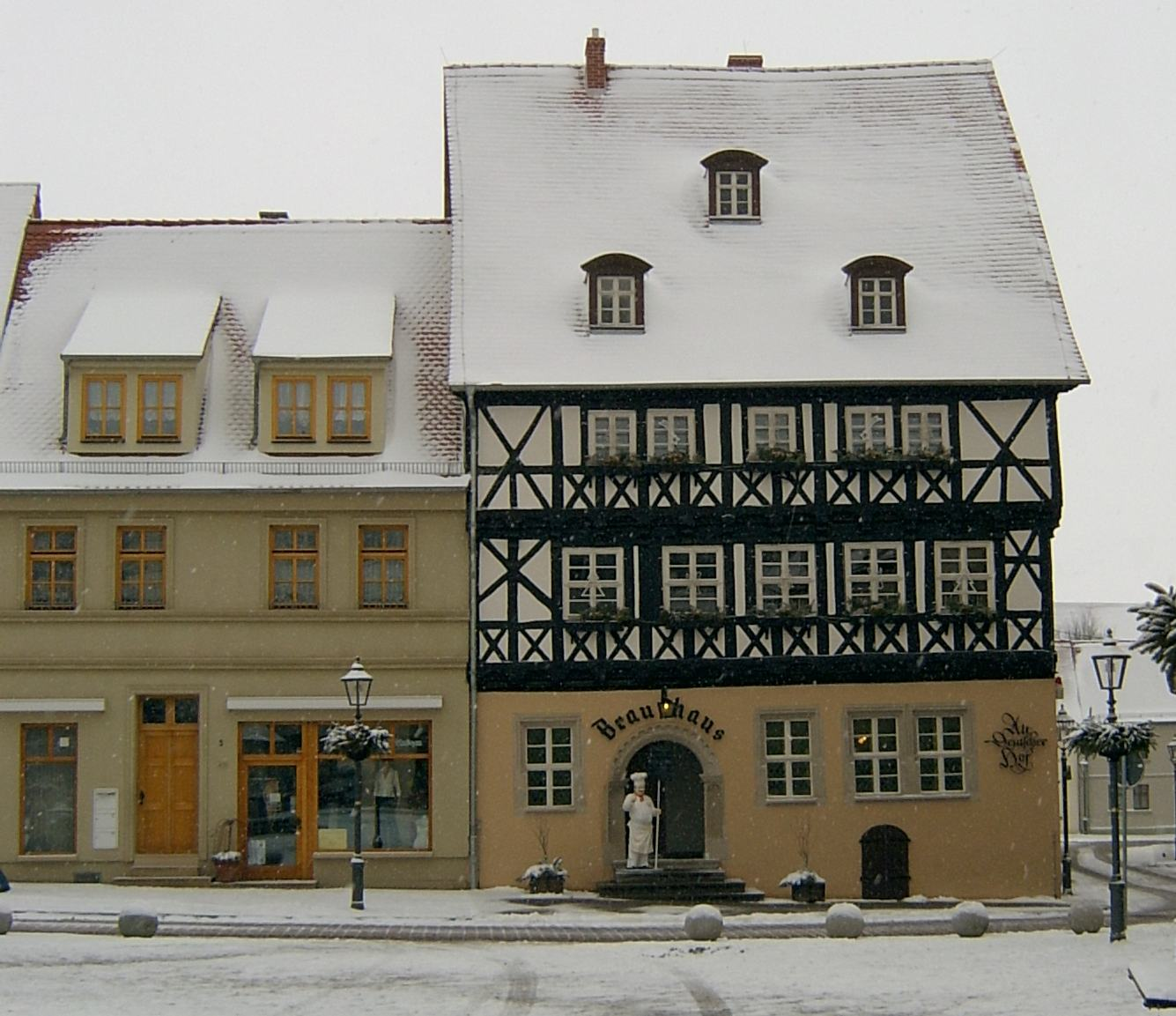
Cervecería en una casa típica de la región.

- Christian Ferdinand Abel, conocido solista en la "Bachs Orchester"
- Anna Magdalena Bach, nac. Wilcke, cantante
- Johann Sebastian Bach, compositor y Kapellmeister
- Maria Barbara Bach, cantante
- Gottfried Bandhauer, arquitecto e ingeniero de construcción
- Joseph Freiherr von Eichendorff, poeta y escritor
- Ferdinand, Duque de Anhalt-Köthen
- Samuel Hahnemann, fundador de la Homeopatía
- Angelika Hartmann, pedagoga, fundadora de los Kindergarten
- Gottlieb Krause, historiador y bibliotecario del palacio
- Franz Krüger, pintor alemán
- Luis I, Príncipe de Anhalt-Köthen
- Arthur Lutze, médico homeopático
- Johann Friedrich Naumann, ornitólogo
- Wolfgang Ratke, pedagogo y educador
- Bernhard Sehring, constructor de las torres de la iglesia de San Jacobo
- Hermann Wäschke, poeta